# Alvin C. Graves
 (septembre 2023).
Le contenu est difficilement compréhensible vu les erreurs de traduction, qui sont peut-être dues à l'utilisation d'un logiciel de traduction automatique.
Compléments
conjointe : Elizabeth Riddle Graves
Alvin Cushman Graves, né le 4 novembre 1909 et mort le 19 juillet 1965, est un physicien nucléaire américain ayant travaillé au Metallurgical Laboratory du projet Manhattan ainsi qu'au Laboratoire national de Los Alamos lors de la Seconde Guerre mondiale. Après la guerre, il est nommé à la tête de la division J à Los Alamos. Il a été le directeur ou l'assistant directeur de nombreux essais nucléaires au cours des années 1940 et 1950.
Graves a été blessé sérieusement en 1946 lors du second accident du Demon core, mais il s'est remis de ses blessures.

## Jeunesse
Alvin Cushman Graves nait le 4 novembre 1909 à Washington (DC). Il est le plus jeune des six enfants de Herbert C. Graves, un ingénieur travaillant pour le Coast and Geodetic Survey et, après la Première Guerre mondiale, membre de l'American Commission to Negotiate Peace (en).
Graves fréquente la Eastern High School (en), puis l'université de Virginie, où, premier de sa classe, il obtient son diplôme en génie électrique en 1931. Il fréquente le Massachusetts Institute of Technology pendant un an, puis reçoit une bourse pour faire des études supérieures à l'université de Chicago, où il obtient un doctorat en génie physique avec sa thèse Packing Fraction Differences Among Heavy Elements,.
C'est à cette époque qu'il rencontre Elizabeth « Diz » Riddle, étudiante diplômée en physique, avec qui il se mariera,. Riddle obtiendra également un doctorat avec sa thèse s'intitulant Energy Release from Beryllium-9 (Alpha, Alpha) Lithium-7 and the Production of Lithium-7. Le couple aura deux enfants : une fille et un garçon.
Graves est chercheur et assistant professeur à l'université de Chicago jusqu'en 1939. Il déménage alors à l'université du Texas. En raison de règles anti-népotisme, Elizabeth ne peut pas y trouver un emploi stable.

## Projet Manhattan
En 1942, Alvin Graves est invité à retourner à l'université de Chicago par Arthur H. Compton. Ayant déjà reçu une offre de travailler dans le domaine radar par le MIT Radiation Laboratory (en), Graves a demandé s'il pouvait contribuer plus au projet de Compton.
Graves intègre le Metallurgical Laboratory du projet Manhattan et aide à la construction du premier réacteur nucléaire, le Chicago Pile-1,. Il a formé, avec Harold V. Lichtenberger (en) et Warren Nyer, le « suicide squad » (aussi connu sous le nom de « liquid-control squad ») d'Enrico Fermi qui devait, en cas de problème, briser à l'aide de marteaux des bouteilles de 5 USgal de sulfate de cadmium sur le réacteur,. Le cadmium étant un bon absorbeur de neutrons, Fermi espérait que cela pourrait arrêter une réaction en chaîne hors de contrôle au cas où les barres de contrôle s'avèreraient insuffisantes,.
En 1943, Alvin Graves et sa femme déménagent au Nouveau-Mexique pour travailler au Laboratoire national de Los Alamos. L'une des conditions pour l'acceptation du travail par Graves était que l'on trouve également un emploi pour sa femme, bien que cela semble avoir été superflu car cette dernière avait développé une expertise concernant le générateur Cockcroft-Walton, ce qui aurait probablement fait en sorte que le laboratoire l'aurait de toute façon engagée assez rapidement.

### Incident duDemon core
Alvin Graves est gravement blessé lors du second accident du Demon core, qui a notamment causé la mort de Louis Slotin,.
Slotin entraînait Graves pour que ce dernier le remplace comme assembleur en chef de l'assemblage des bombes à Los Alamos. Au moment de l'accident, Slotin était en train de faire la démonstration à Graves et d'autres scientifiques d'un test dangereux connu sous le nom de tickling the dragon's tail. Étant celui qui était le plus proche de Slotin, Graves a reçu une dose radiative estimée à 390 röntgens. On a estimé ses chances de survie à 50 %. Ayant souffert de perte de cheveux et de fertilité, Graves a été hospitalisé deux semaines et sa convalescence s'est poursuivie sur plusieurs autres semaines. Cependant, il semble recouvrir totalement de ses blessures et revient au travail après quelques mois, ne gardant comme trace de l'incident qu'une calvitie partielle,.

## Après la guerre
Au cours des années 1950, Alvin Graves est directeur des essais nucléaire au Nevada Test Site. Il devient critique envers ceux qui soulignent les risques liés à ces derniers, affirmant que ces derniers sont de « faibles tire-au-flanc, ». Porte-parole du site, il fait le tour des environs pour rassurer la population sur les activités qui s'y tiennent et sur l'absence de dangers.
À la tête de la division J du Laboratoire national de Los Alamos, Graves gère la plupart des essais nucléaires de la fin des années 1940 et des années 1950, incluant les exercices Desert Rock et Castle Bravo,. Lorsqu'on lui demande de témoigner devant le Joint Committee on Atomic Energy à propos des risques de développement du cancer engendrés par l'exposition aux radiations, Graves a répondu :

« Le danger n'est pas que ça va vous arriver. Le danger est qu'il est plus probable que ça vous arrive. Peut-être que la probabilité n'est pas si grande, mais elle est là quand même. »

— Alvin Graves, cité par Philip L. Fradkin, Fallout : An American Nuclear Tragedy
En dehors de ses activités professionnelles, Graves est un membre influent de la communauté de Los Alamos. Il est un membre actif de la Protestant Community Church. Encouragé par sa femme, qui joue du violon, il se met à jouer du violoncelle, et joue dans l'orchestre local, accompagnant notamment les performances sur place de Gilbert and Sullivan et du Messie de Handel. Il est président du conseil d'administration de la banque ainsi que de celui de l'école.
Tout comme son père avant lui, Alvin Graves meurt d'une crise cardiaque le 19 juillet 1965 à l'âge de 54 ans alors qu'il skie à Del Norte (Colorado),,,. Ses restes se trouvent au Guaje Pines Cemetery à Los Alamos.